# John Morgan (voile)
Pour les articles homonymes, voir John Morgan et Morgan.

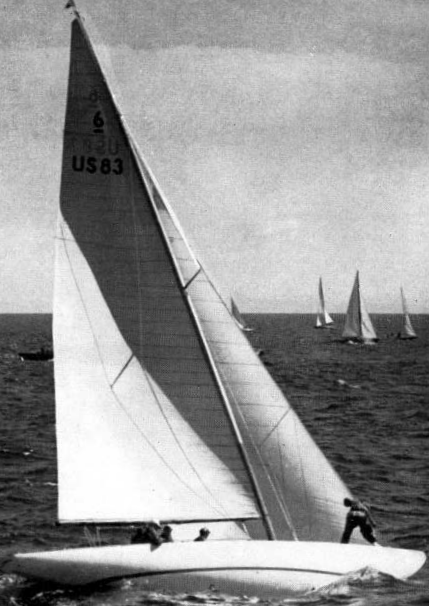
Un 6m durant les Jeux olympiques de 1952

John Adams Morgan est un skipper américain né le 17 septembre 1930 à Oyster Bay (New York) et mort le 23 janvier 2025,.

## Biographie
John Morgan participe à la course de classe 6 Metre des Jeux olympiques d'été de 1952 à Helsinki où il remporte avec Emelyn Whiton, Herman Whiton, Eric Ridder, Everard Endt et Julian Roosevelt la médaille d'or à bord du Llanoria.